# Distretto di Krasae Sin
Il distretto di Krasae Sin (in thailandese: กระแสสินธุ์) è un distretto (amphoe) della Thailandia, situato nella provincia di Songkhla.